# Tadeuszów (województwo mazowieckie)
Tadeuszów – wieś w Polsce położona w województwie mazowieckim, w powiecie radomskim, w gminie Pionki. Ma status sołectwa.
W skład sołectwa Tadeuszów wchodzą także wsie Kościuszków i Marcelów. W 2023 sołectwo liczyło 295 mieszkańców.
W latach 1957–1975 miejscowość administracyjnie należała do województwa kieleckiego, następnie W latach 1975–1998 do województwa radomskiego.
Wierni Kościoła rzymskokatolickiego należą do parafii św. Idziego w Suchej.